# Видалес, Луис
Луис Вида́лес Харамильо (исп. Luis Vidales Jaramillo; 26 июля 1904, Каларка, Киндио, Колумбия — 14 июня 1990, Богота) — колумбийский поэт, эссеист, статистик, общественный и политический деятель-коммунист. Его первая книга «Звучат звонки» (1926) считается уникальным для колумбийской литературы авангардистским сборником стихов; эта книга была высоко оценена Борхесом и Уидобро. Из-под его пера также вышли другие сборники стихов (в том числе «Обрериада», 1979), а также труды по экономике и статистике, публицистические «Трактат по эстетике» (1946), «Подавленное восстание» (1948), «Социальный фактор в искусстве» (1973). В Боготе он был одним из основателей литературной группы Los Nuevos, наряду с Луисом Техадой, Рикардо Рендоном и Леоном де Грейффом. Лауреат Международной Ленинской премии (1985).

## Биография
Луис Видалес окончил школу в Боготе, где учительствовал его отец, изучал литературу и философию в университете Росарио. Он начал участвовать в марксистском кружке Луиса Техады (1920) и коммунистической группе Сильвестра Савицкого (1923), с которым занимался разработкой документов профсоюзов, в политических демонстрациях в поддержку рабочих, молодёжных литературных собраниях и идеологических дискуссиях с радикальными либералами, анархистами и социалистами. В то же время, несмотря на свою молодость, начал работать в Банке Лондона и Южной Америки. С Луисом Техадой и карикатуристом Рикардо Рендоном он сотрудничал в «El Espectador», а иногда также в «El Tiempo», где опубликовал, например, посвящённый Чарли Чаплину спецвыпуск.
В 1926 году выпустил свой первый сборник стихов «Звучат звонки» (Suenan Timbres, 1926), считающийся наиболее важным из его произведений. Авангардистская поэзия Видалеса вызвала удивление, восхищение и скандал в интеллектуальных кругах страны, где все ещё преоблал декадентский традиционализм. Тираж разошелся за три дня. На автора стихов посреди улицы нападали «защитники рифмы и лирической поэзии».
Стремясь расширить горизонты своих знаний, он отправился в Европу, где изучал социальные и экономические науки со специализацией в области статистики в парижской Сорбонне (в 1926—1929 годах), а также был консулом Колумбии в итальянской Генуе (1928), но подал в отставку в знак протеста против «Банановой бойни» — кровавого подавления забастовки в Сьенаге.
Вернувшись на родину, выступил одним из основателей Коммунистической партии Колумбии (17 июля 1930) и был её генеральным секретарем в 1932—1936 годах. Он проявил себя как агитатор, организатор и пропагандист. Он руководил несколькими боевыми листками вроде «Vox Populi» из Букараманги (1931), а также входил в бюро издававшегося Карибским бюро Коминтерна журнала «Mundo Obrero».
В 1932 году он был главным редактором газеты «Tierra», официального органа Коммунистической партии под руководством Гильермо Эрнандеса Родригеса. Как редактор, Видалес развернул энергичную кампанию против колумбийско-перуанской войны, призвав солдат обеих стран брататься на фронте и «направить своё оружие против своих собственных офицеров». Естественно, газета подверглась нападкам ура-патриотов, и её редакция была разгромлена. В качестве генсека компартии Видалес участвовал в руководстве крестьянскими восстаниями в Бойяке, Уиле и Толиме (впоследствии эта линия была подвергнута критике из Москвы как отвлекающая от организации рабочего класса). В общей сложности за членство в Коммунистической партии Колумбии его 37 раз арестовывали и бросали в тюрьму.
Видалес поддерживал лидера левого крыла Либеральной партии Хорхе Элиесера Гайтана и занял важные позиции в его движении, среди которых выделяется позиция обозревателя ежедневной газеты «Jornada». После убийства Гайтана издание продолжило выходить, и Видалес как журналист рисковал своей жизнью. Во время начавшегося гражданского конфликта, «Ла Виоленсия», он активно сотрудничал с подпольными информационными и снабженческими сетями либеральных партизан (1948—1952).
В 1952 году он взял на себя руководство пропагандой Национальной переписи населения. Но невыносимая политическая ситуация, возникшая в результате «Ла Виоленсии» и репрессий против левых, привела к его эмиграции из страны: в 1953 году он вместе со своей женой Паулиной и их детьми Лус, Карлосом, Хименой и Леонардо получил политическое убежище в Чили, где его товарищ и коллега Пабло Неруда помог найти работу. Он закончил десятилетие в эмиграции, работая в Национальном статистическом управлении и преподавая на кафедре эстетики и истории искусств. В изгнании он продолжал сотрудничать в колумбийских изданиях, а также участвовал в международных мероприятиях (включая конференцию латиноамериканских стран в защиту свобод 1955 в Сантьяго; также присутствовал на Втором съезде советских писателей в Москве в 1954 году).
В 1960 году новый президент Альберто Льерас Камарго, с которым Видалес дружил в юности, пригласил его вернуться в Колумбию. По возвращении на родину Видалес работал экспертом в Национальном статистическом управлении (Национальном административном департаменте статистики, DANE) и в итоге стал его руководителем.
Уйдя с госслужбы в 1978 году, вновь вернулся к политической борьбе как активист компартии. В 1979 году, во время правления Хулио Сесара Турбая Айялы, военные части совершили налёт на его жильё, незаконно задержав поэта и его жену под предлогом получения ордера на арест другого человека и поиска оружия партизанской группы M-19. Это вызвало возмущение национального и международного общественного мнения; среди подписантов нот протеста был французский философ Жан-Поль Сартр.
Незаметно реабилитированный Коммунистической партией, он оставался в её рядах до дня своей смерти в июне 1990 года. В 1985 году Советский Союз наградил его Международной Ленинской премией «За укрепление мира между народами». Он также стал лауреатом национальной премии в области поэзии (1982) и почётным доктором литературы Гаванского университета (1986). К его 80-летию президент Колумбии Белисарио Бетанкур наградил его орденом «За заслуги».

## Некоторые сочинения

### Поэзия
- Suenan timbres (1926).
- La Obreriada (1978).
- Poemas del abominable hombre del Barrio Las Nieves (1985).
- Antología poética (1985).
- El libro de los fantasmas (1986).
- Cuadrito en movimiento (1987)

### Публицистика
- Tratado de estética (1945).
- La insurrección desplomada (1948).
- La circunstancia social en el arte (1973).